# Paelopatides
Genre
Paelopatides est un genre de concombres de mer de la famille des Synallactidae.

## Liste des genres
Selon World Register of Marine Species (25 novembre 2017) :
- Paelopatides appendiculata Théel, 1886
- Paelopatides atlantica Hérouard, 1902
- Paelopatides confundens Théel, 1886
- Paelopatides dissidens Koehler & Vaney, 1910
- Paelopatides gelatinosus (Walsh, 1891)
- Paelopatides gigantea (Verrill, 1884)
- Paelopatides grisea Perrier R., 1898
- Paelopatides illicitus Sluiter, 1901
- Paelopatides insignis Koehler & Vaney, 1905
- Paelopatides mammillatus Koehler & Vaney, 1905
- Paelopatides modestus Koehler & Vaney, 1905
- Paelopatides mollis Koehler & Vaney, 1905
- Paelopatides ovalis (Walsh, 1891)
- Paelopatides quadridens Heding, 1940
- Paelopatides retifer Fisher, 1907
- Paelopatides solea Baranova, 1955
- Paelopatides suspecta Ludwig, 1894
- Paelopatides verrucosus Koehler & Vaney, 1905

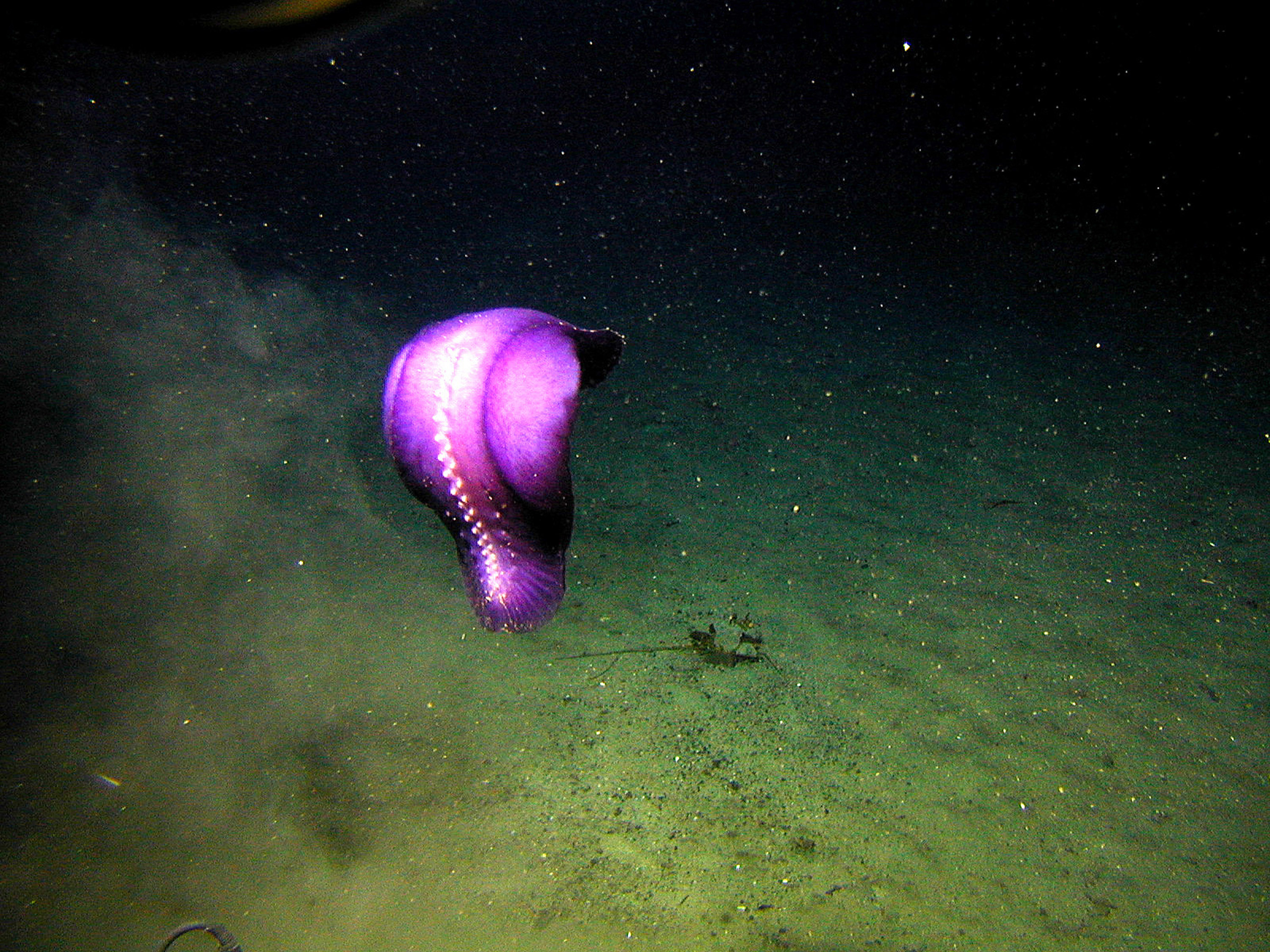
Paleopatides sp.